# In Our Water
In Our Water ist ein US-amerikanischer Dokumentarfilm von Meg Switzgable aus dem Jahr 1982. Er beschreibt einen Fall von Wasserverschmutzung in den USA.

## Inhalt
Frank Kalar lebt mit seiner Familie in South Brunswick, New Jersey. 1975 bemerken sie zunehmende Probleme mit dem Trinkwasser: Es treten Schwindelgefühle beim Duschen und Hautausschläge auf, Gemüse verfärbt sich beim Kochen und in gewaschener Kleidung bilden sich Löcher.
Auf Nachfragen bei den Behörden wird den Kalars mitgeteilt, ihr Wasser wäre unbelastet und trinkbar. Als die Familie jedoch ein unabhängiges Labor mit einer Analyse beauftragt, werden große Mengen an giftigen Stoffen darin gefunden. Eine nahegelegene Müllkippe, die Jones Industrial Service Landfill, hat ihr Wasser mit Chemikalien verseucht.
Da die Familie es sich nicht leisten kann, das Haus aufzugeben, versucht sie gegen die Wasserverschmutzung vorzugehen. Der Film zeigt – unterbrochen von Aufnahmen der Müllkippe und Umgebung – vor allem Gespräche von Frank Kalar mit Nachbarn, Juristen und Mitarbeitern von Behörden wie der Environmental Protection Agency (EPA). Er reist nach Washington und sagt vor dem Senat aus. Bei einem Gespräch mit Senator John Chafee speist ihn dieser mit Floskeln ab.
Die Dokumentation begleitet die Familie über fünf Jahre lang. Per Gerichtsbeschluss wird schließlich die Müllhalde geschlossen, aber die Eigentümer gehen in Berufung. Die Kalars beziehen weiterhin verschmutztes Wasser. Auch einer der drei städtischen Brunnen von South Brunswick erweist sich als kontaminiert.

## Hintergrund
In Our Water ist der einzige Film von Meg Switzgable. 1976 begann die damals 22-Jährige, die Erlebnisse der Kaler-Familie zu dokumentieren. Zu ihrer Crew gehörte Kameramann Barry Sonnenfeld, dessen professionelle Karriere mit diesem Film seinen Anfang nahm.
In Our Water wurde von dem Unternehmen Foresight Films produziert. Es handelt sich um eine Low-Budget-Produktion. Finanzielle Unterstützung leisteten unter anderem National Endowment for the Humanities, die Geraldine R. Dodge Foundation, die Mary Reynolds Babcock Foundation, die Charles Stewart Mott Foundation und die United Presbyterian Church in the USA.
In Our Water lief auf über 20 Festivals, unter anderem auf dem Chicago International Film Festival, im Forum der Berlinale 1982 und auf der Viennale. Am 23. Mai 1983 wurde der Film im Rahmen der PBS-Dokureihe Frontline im Fernsehen ausgestrahlt.
Im Handel erschien In Our Water zunächst auf VHS. 2016 wurde der Film restauriert und digitalisiert. Der Begleittext zum 2018 veröffentlichten Streaming-Video beklagte, dass die Mülldeponie in South Brunswick zwar zwischenzeitlich zum Superfund erklärt wurde (was 1983 geschah), aber nach wie vor nicht geräumt sei. Nach Angaben der EPA wurden ab 1995 Untersuchungen zur Langzeit-Säuberung der Müllkippe durchgeführt, welche zu Maßnahmen wie der Abdeckung der Anlage (2001) und Installation eines Biosparging-Systems (Schadstoffreduzierung durch Sauerstoff- oder Luftzufuhr, 2005) führten.

## Auszeichnungen
Bei der Oscarverleihung 1983 brachte In Our Water Meg Switzgable eine Nominierung für den Oscar in der Kategorie Bester Dokumentarfilm ein. Zwischen 1979 und 2005 gab es nur zwei weitere Oscar-nominierte Dokumentarfilme, die sich kritisch mit ökologischen Themen beschäftigten, Radio Bikini (1988) und Building Bombs (1991).
In Our Water war außerdem beim Chicago International Film Festival 1982 für den Gold Hugo in der Kategorie Best Documentary nominiert. Eine weitere Nominierung gab es für den Film 1983 bei den International Emmy Awards. Er gewann 1982 den Grierson Award.

## Kritiken
Filmkritikerin Janet Maslin urteilte in der New York Times, der Film biete „nicht nur eine schnelle und erschütternde Lektion über Umweltverschmutzung“ („a swift and distressing lesson about environmental pollution“), sondern dokumentiere auch „gekonnt, wie Mr. Kalers Kreuzzug seine Entschlossenheit gestärkt hat“ („ably chronicles the ways in which Mr. Kaler’s crusade have strengthened his resolve“).